# 베드란 유고비치
베드란 유고비치(크로아티아어: Vedran Jugović, 1989년 9월 10일 ~ )는 크로아티아의 축구 선수로 포지션은 미드필더이다. 현재 NK 오시예크소속이다.

## 선수 경력

### 전남 드래곤즈
2016년에 유고비치는 K리그 클래식의 전남 드래곤즈로 임대되었다. 2016년 3월 20일 수원 삼성 블루윙즈와의 경기에서 K리그 데뷔골을 기록했다.
2019년 5월 14일 조국인 크로아티아에 대한 그리움을 이유로 전남 드래곤즈와 계약 해지하면서 대한민국무대를 떠나게 되었다.
2019시즌 여름 이적시장에 NK 오시예크와 계약했다는 사실이 알려졌다.